# آرش (مغني)
آرش لباف ويعرف بالإسم المختصر آرش هو مغني وراقص إيراني سويدي من أصل الفارسي. يقطن مالمو في السويد. ولد في تهران / ایران بتاريخ 23 أبريل 1977 وعاش في تهران حتى بلغ 10 سنوات، آرش لباف انتقل أهله إلى السويد (ابسيلا) بعد خمس سنوات انتقل إلى ماليمو فالسويد. والدتة من شيراز وأباه من أصفهان.

## مسيرته الفنية
بدأ مشواره الفني في 2005 حيث تم إصدار البومة الأول (Arash) من قبل مجموعة ورنر للموسيقة (Warner Music Group) وأغنياته الفردية بورا بورا (Bora Bora) وتيمبتايشون (Temptation) حققتا نجاحا ساحقا في أوروبا ومقطع فيديو الخاص بيهم. تم عرضه على 26 قناه لMTV حول العالم.[بحاجة لمصدر] وحقق آرش النجاح في العديد من الدول خاصه إيران والسويد وكذلك دول شرق أوروبا، وكذلك نجح في الدول العربية وخاصه الدول الخليجية.[بحاجة لمصدر]
و تعاون آرش مع عده فنانيين ولعل اشهرهم ريبيكا زاديح (Rebecca Zadig) (المغنيه المكسيكيه الساكنة في السويد). وهي المغنيه التي غنت أغنية تيمبتايشون معه وحققا نجاحا كبيرا.[بحاجة لمصدر] وكذلك تعاون مع المغنيه الدنماركيه ذات الاصل الفارسي والباكستاني أنيلا (Aneela) أو أنيلا ميرزا (Anila Mirza) في أغنية تشوري تسوري (Chori Chori). وهناك أغنية جمعت أرش وانيلا وريبيكا زاديغ (بالأحرف اللاتينية Rebecca Zadig) وهي أغنية بومباي دريمز (Bombay Dreams). أصدر آرش أغنية روسية (النسخة الروسية لأغنية تيمبتايشون) مع المغنيه الروسية بليستياشتشي (Blestyashche)، وحققت هذه أغنية نجاح كبير في روسيا وكذلك قام بالتعاون مع دي جيه أليجاتور (DJ Aligator) حيث أصدروا أغنية ميوزيك إز ماي (Music is My). وفي الألبوم الثاني آرش قام هو دي جيه أليجاتور وشاهكار لاينيشحاجو (Shahkar Bineshpajoo) بإنتاج أغنية لمنتخب إيران لكرة القدم وذلك بمناسبه وصوله لنهائيات كاس العالم في ألمانيا. وأخيرا قام آرش بالتعاون مع شاغي (Shaggy) في أغنية دونيا (Donya) والتي أطلق اسمها على الألبوم الثالث الذي صدر في مارس 2008.

## ألبومات
- أراش (آرش) عام 2005.
- كروس فايد - ذا ريمكس ألبوم (Crossfade (The Remix Album عام 2006.
- دونيا - Donya عام 2008.
- سوبرمان - سوبرمان عام 2014.

## روابط خارجية
- أراش على موقع IMDb (الإنجليزية)
- أراش على موقع ميوزك برينز (الإنجليزية)
- أراش على موقع أول ميوزيك (الإنجليزية)
- أراش على موقع ديسكوغز (الإنجليزية)
- أراش على موقع قاعدة بيانات الفيلم (الإنجليزية)